# Canuto Lavardo
Canuto Lavardo (em latim: Canutus Lavardus), nascido a 12 de março de 1096 a falecido em Ringsted, na Dinamarca a 7 de janeiro de 1131, foi um príncipe dinamarquês, duque da Jutlândia do Norte de 1115 a 1131 e rei dos obodritas, de 1129 a 1131. É também um santo da Igreja Católica.

## Biografia
Canuto Lavardo era filho do rei Érico I da Dinamarca e da rainha Bodil Thrugosdatter. Em 1115, seu tio, sucessor de seu pai, rei Nicolau I da Dinamarca, concedeu-lhe o título de duque da Jutlândia do Norte. Canuto Lavardo fez-se nomear rei pelo imperador germânico, com o objetivo de terminar a evangelização dos pagãos da região da costa báltica.
Seu primo, Magno Nilsson, filho de Nicolau I da Dinamarca, foi nomeado rei da Suécia, como sucessor do rei Ingo I da Suécia. Ambos primos, pretendentes ao reino da Dinamarca, contavam, portanto, com um título real e a animosidade entre eles foi crescendo até que Magno Nilsson matou Canuto Lavardo em Haraldsted, perto de Ringsted, na Zelândia em 7 de janeiro de 1131. Desde o momento da sua morte, o jovem príncipe Canuto foi objeto de devoção. Seu assassinato desatou numa guerra civil na Dinamarca.
Canuto Lavardo foi declarado santo pelo papa Alexandre III no dia 25 de junho de 1170, durante o reinado de seu filho, Valdemar I da Dinamarca. Sua festa, o Knutsdagen (Dia de Canuto) foi declarado originalmente o dia da sua morte, 7 de janeiro, mas posteriormente foi trocado por 13 de janeiro como permanece até hoje. Canuto se casou, em 1116, com Ingeborga de Quieve, filha do príncipe Mistislau I de Quieve. Desta união nasceram:
- Margarida, casada com Stig Tokesen Hvide, morto em 1151;
- Cristina, nascida em 1118, casada com o rei Magno IV da Noruega, foi repudiada;
- Catarina, casada em 1159 com Pribislau, príncipe dos vendos;
- Valdemar I da Dinamarca, filho póstumo, nasceu em 14 de janeiro de 1131.